# Estadio Anjalay
El Estadio Anjalay (en francés: Stade Anjalay) es un estadio de usos múltiples en el Belle Vue Maurel, en el distrito de Pamplemousses, en la isla y nación africana de Mauricio. En la actualidad, se utiliza sobre todo para los partidos de fútbol. La zona de estacionamiento del estadio es utilizada para carreras automovilísticas y las carreras de motos. El estadio tiene capacidad para 18.000 espectadores y fue renovado en 2003 a un costo de $ 15 millones. 